# KPS 9566
KPS 9566（朝鲜语：／）是朝鮮民主主義人民共和國（北韓）使用的的字符編碼。它是北韓的國家規格，以2011年制定的KPS 9566-2011為最新。1993年制定的KPS 9566-93和1997年以後的標準規格有許多部分不同，所以完全沒有使用。
支援KPS 9566-2000的唯一字符編碼為EUC-KP，這是類似於EUC-KR、修改KS X 1001而來的。但因完全沒有支援KPS 9566的程式，反倒多為國際標準做為參考用。

## KPS 9566-2000 編碼構成
KPS 9566-2000 是 94×94 的碼，除去列來說，構造 與 KS X 1001 類似。
- 0x21 ～ 0x2C: 特殊文字區（符號、繪畫文字、諺文字母、平假名、片假名、希臘字母、西里尔字母等）
- 0x2F: 使用者定義區
- 0x30 ～ 0x4C: 諺文區（2679 個以北韓字母順序排列的使用諺文）
- 0x4D ～ 0x7E: 漢字區（4653 個以北韓讀音順序排列的漢字）
- 0x4C 行和 0x7E 行的 0x50 列後各為使用者定義區 B、C。

KPS 9566-2000 中的 8259 字，83個是統一碼沒收錄（少部於 Unicode 4.0 中追加）。其中 77 個特殊記號，還有 6 個是位於 0x24 行 0x68 列到 0x6D 列，是重複的朝鮮用字（김、，即金日成和金正日的姓名）。這四字是以粗體狀收錄。

## KPS 9566-2003 編碼構成
KPS 9566-2003 並非 ISO/IEC 2022 基礎 94×94 字符集。以類似UHC的方法收錄全部現代朝鮮文字。
其他變動有：
- 追加全部 ISO 8859-1 有但 KPS 9566-2000 沒有的字符。
- 變動有關 Unicode 4.0 追加的字符對應。
- 將熱力學温標記號改為歐元記號。

## KPS 9566-2011 編碼構成
KPS 9566-2011 是 126×178 的碼，用於Red Star OS 3.0。北韓方面沒有發佈任何關於此版本的資料，所以正式版本號不明。但由於Red Star OS 3.0的字型檔案中有「2011KPS」的字串，學者之間將此版本稱作「KPS 9566-2011」。與KPS 9566-2003相比：
- 變動一些Unicode字符對應。
- 追加金正恩姓名的粗體字（0xA4EE ~ 0xA4F0）。
- 於0xA1A1至0xFEFE範圍外大幅追加字符（剩餘的諺文組合音節、漢字、其他記號）。

## 外部連結
- KPS 9566-2011 文字表（英語、PDF） （页面存档备份，存于）
- KPS 9566-97 文字表（英語、PDF）
- 朝鮮民主主義人民共和國文字集（朝鮮語）
- OpenOffice.org 課題 33466 (KPS 9566-2003和Unicode轉換表)[]